# Karpogory
Karpogory (Карпого́ры) est un gros village du nord la Russie européenne situé dans l'oblast d'Arkhanguelsk. C'est le centre administratif du raïon de Pinega et de la commune rurale de Karpogory. Il fut de 1929 à 1959 le chef-lieu du raïon de Karpogory.
Karpogory a été fondé au XVIIe siècle.
Sa population était de 4 667 habitants en 2012.

## Géographie
Le village se trouve sur la rive droite de la rivière Pinega (affluent de la Dvina du Nord) à 212 km d'Arkhanguelskа par le chemin de fer.